# COMPLETE CLIPS 1999-2008
『COMPLETE CLIPS 1999-2008』（コンプリート クリップス 1999-2008）は、ポルノグラフィティの5枚組DVD-BOX。2009年9月9日にSME Recordsよりリリースされた。
単品販売されている4枚のDVDの詳細も本項目で記す。

## 概要
- 2001年に発売された『Porno Graffitti Visual Works OPENING LAP』以来、実に8年ぶりとなるPV集である。
- ファンの90%が「今一番欲しいものは?」との問いに「ビデオクリップ集」と答えるほどリクエストが殺到。これに応える形でリリースが決定した。
- 完全生産限定盤であり、PV集4枚と特典DVD、ブックレットをセットしたDVD-BOXである。
- 本作のバラ売りである『OPENING LAP』『PG CLIPS 2nd LAP』『PG CLIPS 3rd LAP』『PG CLIPS 4th LAP』およびシングル「この胸を、愛を射よ」と同時発売となっている。

### DVD-BOX特典
1. スペシャルBOX
アナログ盤サイズの三方背BOX仕様。
2. SPECIAL BOOKLET　「COMPLETE BOX -EXTRA SIDE-」
ビデオクリップのメイキング写真や絵コンテ、各作品監督による解説、撮影秘話などが満載のアナログ版サイズのスペシャルブックレット。
3. SPECIAL DVD　「PG CLIPS EXTRA LAP」
収録作品の中から厳選した9作品のメイキング映像に加え、「痛い立ち位置 “Special Net live” ver.」を収録したDVD。詳細は後述。

## OPENING LAP
『OPENING LAP』（オープニング・ラップ）は、ポルノグラフィティの映像作品。2009年9月9日にSME Recordsよりリリースされた。

### 概要
- 2001年3月14日にリリースされたPV集『Porno Graffitti Visual Works OPENING LAP』（SRBL-1108）と同一内容である。
- ジャケットの裏面には「SRBL-1108と同内容です。」との記載がある。
- 『Porno Graffitti Visual Works OPENING LAP』と比べるとジャケットが新しくなりトールケース化され、価格を下げての発売となった。

### 収録内容
1. アポロ
  - 監督：板屋宏幸[1]

曲のテーマ通り、映像の中には月面や宇宙服などが登場する。
2. ヒトリノ夜
  - 監督：板屋宏幸[1]
3. ミュージック・アワー
  - 監督：板屋宏幸[1]

曲が作られるきっかけとなったラジオ、夏の海辺がテーマとなっている
4. サウダージ
  - 監督：板屋宏幸[1]

メンバーは、相当な時間をかけた特殊メイクにより老人と化している。
5. サボテン
  - 監督：板屋宏幸[1]
6. ダイアリー00/08/26
  - 監督：板屋宏幸[1]

  1. メイキング映像
  2. TV-SPOT集

## PG CLIPS 2nd LAP
『PG CLIPS 2nd LAP』（PG クリップス セカンド ラップ）は、ポルノグラフィティの映像作品。2009年9月9日にSME Recordsよりリリースされた。

### 概要
- 2001年 - 2003年のシングル曲のPV、およびTV SPOTを収録。
- 「アゲハ蝶」は、フルサイズの映像が作られていないため、ショートヴァージョンでの収録となっている。

### 収録内容
1. ヴォイス
  - 監督：牧鉄馬
2. 幸せについて本気出して考えてみた
  - 監督：須永秀明

Tamaがこの作品からサングラスをかけるようになった。
3. Mugen
  - 監督：牧鉄馬
4. 渦
  - 監督：竹石渉
5. 音のない森
  - 監督：牧鉄馬
6. メリッサ
  - 監督：セキ★リュウジ[2]
7. 愛が呼ぶほうへ
  - 監督：BEN LIST
8. ラック
  - 監督：奥和義

ファンクラブへのアンケートで好きなPV1位を取った。
9. [bonus track] アゲハ蝶 -short ver.-

## PG CLIPS 3rd LAP
『PG CLIPS 3rd LAP』（PG クリップス サード ラップ）は、ポルノグラフィティの映像作品。2009年9月9日にSME Recordsよりリリースされた。

### 概要
- 2004年 - 2006年のシングル曲のPV、およびTV SPOTを収録。

### 収録内容
1. シスター
  - 監督：セキ★リュウジ[2]

コインを投げるシーンで、昭仁がコインをうまく拾えずセットの隙間の溝に落ちてしまい、スタッフ演総出でコインをさがしたというエピソードがある。
2. 黄昏ロマンス
  - 監督：セキ★リュウジ[2]

撮影は横浜にある新杉田劇場で行われた。
3. ネオメロドラマティック
  - 監督：野田智雄
4. ROLL
5. NaNaNa サマーガール
  - 監督：板屋宏幸[1]

ライブ映像は“ポルノグラフテー in OKINAWA～Shine on the beach ”アンコール時の映像。
6. ジョバイロ
  - 監督：セキ★リュウジ[2]

メンバー二人は出演していない。
7. DON'T CALL ME CRAZY
  - 監督：奥和義
8. ハネウマライダー
9. Winding Road
  - 監督：中代拓也　

メンバー二人は昭仁が狸、晴一が片目の狐の着ぐるみを着ている。

## PG CLIPS 4th LAP
『PG CLIPS 4th LAP』（PG クリップス フォース ラップ）は、ポルノグラフィティの映像作品。2009年9月9日にSME Recordsよりリリースされた。

### 概要
- 2007年から2008年のシングル曲、およびアルバム『ポルノグラフィティ』収録曲の「ベアーズ」、ベストアルバム『ACE』収録の「A New Day」、『JOKER』収録の「約束の朝」の全8曲のPV、およびTV SPOTを収録。

### 収録内容
1. リンク
  - 監督：奥和義
2. ベアーズ
  - 監督：板屋宏幸[1]
3. あなたがここにいたら
  - 監督：福士昌明
4. 痛い立ち位置
  - 監督：福士昌明

Perfumeが出演し、曲の一部を歌っている。
5. ギフト
  - 監督：福士昌明

「サンタクロースに会いに行く」というテーマ。
6. Love,too Death,too
  - 監督：セキ★リュウジ[2]

新藤晴一が「極楽浄土」というイメージがあり、30重合成したかなり大変な映像ギミックにトライした作品。
7. A New Day
  - 監督：セキ★リュウジ[2]

爆発したものを逆回転すると面白いという監督のアイディアが出ている作品。
8. 約束の朝
  - 監督：セキ★リュウジ[2]

詞に溢れる恋人と世界観を、ストレートでシンプルに描こうとした作品

## PG CLIPS EXTRA LAP
『PG CLIPS EXTRA LAP』（PG クリップス エキストラ ラップ）はポルノグラフィティの映像作品『COMPLETE CLIPS 1999-2008』のみに付属する特典のスペシャルDVDである。

### 概要
- メンバーが選んだPVのメイキング映像が収録されている。
- 2008年6月25日から同年8月19日まで期間限定で特設サイトで公開されていたPV「痛い立ち位置」"Special Net Live Ver."が初めてのディスク化となった。
- なお、「今宵、月が見えずとも」から「瞳の奥をのぞかせて」までのPVとメイキング映像は、8作目のアルバム『∠TRIGGER』に、「君は100%」から「2012Spark」までのPVは9作目のアルバム『PANORAMA PORNO』に収録されている。「カゲボウシ」と「瞬く星の下で」のPVはシングルの初回限定盤、「青春花道」と「東京デスティニー」のPVと「アポロ」から「東京デスティニー」の15秒のTV SPOTは「PORNOGRAFFITTI 15th Anniversary "ALL TIME SINGLES"」、「俺たちのセレブレーション」から「オー!リバル」のPVはシングルの初回限定盤及び10作目のアルバム「RHINOCEROS」に収録されており、このアルバムのリード曲「Ohhh!!!HANABI」のPVも収録されている。

### 収録内容
1. 「アゲハ蝶」メイキング
2. 「幸せについて本気出して考えてみた」メイキング
3. 「音のない森」メイキング
4. 「愛が呼ぶほうへ」メイキング
5. 「ラック」メイキング
6. 「黄昏ロマンス」メイキング
7. 「痛い立ち位置」メイキング
8. 「約束の朝」メイキング
9. 「A New Day」メイキング
10. 「痛い立ち位置」"Special Net Live Ver."
Perfumeが登場しないバージョンのPVである。